# کنت دو مونت-کریستو (فیلم ۱۹۵۴)
کنت دو مونت-کریستو (فرانسوی: Le Comte de Monte-Cristo‎) یک فیلم درام فرانسوی به کارگردانی «روبر ورنِی» است که در سال ۱۹۵۴ منتشر شد.
از بازیگران آن می‌توان به ژان ماره و پائولو استوپا اشاره کرد.
این فیلم اقتباسی از رمان کنت مونت-کریستو اثر الکساندر دوما است.